# Falsosophronica fuscobrunnea
Falsosophronica fuscobrunnea – gatunek chrząszcza z rodziny kózkowatych i podrodziny zgrzypikowych. Jedyny przedstawiciel rodzaju Falsosophronica.

## Zasięg występowania
Gatunek ten występuje w Demokratycznej Republice Konga.